# Co-kathedraal van Onze-Lieve-Vrouw van Heliopolis
De Co-kathedraal van Onze-Lieve-Vrouw van Heliopolis (ook: Onze-Lieve-Vrouwebasiliek van Heliopolis) is een Rooms-Katholieke co-kathedraal in het stadsdeel Heliopolis van de Egyptische hoofdstad Caïro. De kerk is gelegen aan het Al-Ahramplein. De kerk volgt de latijnse ritus en is een co-kathedraal van het Apostolisch vicariaat Alessandria di Egitto.
De kerk werd tussen 1910 en 1913 gebouwd in opdracht van de Belgische ingenieur en ondernemer baron Édouard Empain, die het nieuwe stadsdeel Heliopolis liet bouwen. Ze is toegewijd aan Notre-Dame de Tongre, die wordt vereerd in de parochiekerk van Tongre-Notre-Dame, waar Empain ooit misdienaar was. De kerk is gebouwd naar een ontwerp van de architecten Alexandre Marcel en Ernest Jaspar en is een verkleinde kopie van de Hagia Sophia in Istanboel. In 1914 liet baron Empain een orgel met 1470 pijpen afkomstig uit België installeren. Dit instrument werd van 2000 tot 2010 gerestaureerd door een groep vrijwilligers onder leiding van Gerard Pels. Baron Empain werd na zijn overlijden in 1929 in een crypte in de kerk begraven.
In de jaren 1920 was de kerk de kathedraal van het Apostolisch vicariaat van de Nijldelta en in 1929 werd ze een co-kathedraal. Op 30 november 1987 werd het Apostolisch vicariaat van Heliopolis opnieuw aangesloten bij het Apostolisch vicariaat van Alexandrië. De kerk bleef een co-kathedraal.